# Josh Klinghoffer
 (janvier 2011).
Si vous disposez d'ouvrages ou d'articles de référence ou si vous connaissez des sites web de qualité traitant du thème abordé ici, merci de compléter l'article en donnant les références utiles à sa vérifiabilité et en les liant à la section « Notes et références ».
Josh Adam Klinghoffer est un musicien et producteur de musique américain né le 3 octobre 1979 à Los Angeles. Il est l'un des membres fondateurs du groupe Ataxia et le fondateur du groupe Dot Hacker. Il est également connu pour ses nombreuses collaborations avec John Frusciante, qu'il a remplacé comme guitariste des Red Hot Chili Peppers de 2009 à 2019, après le départ de ce dernier ; Josh venait alors de participer au Stadium Arcadium tour.

## Biographie

### Début de carrière etThe Bicycle Thief(1995-2001)
Josh Klinghoffer est immergé dans la musique dès son plus jeune âge en tant que multi-instrumentiste : Il démarre à la batterie à l'âge de 9 ans et s'implique dans l'apprentissage de la guitare à partir de 15 ans. Par la suite, il abandonnera l'enseignement formel. En 1997, à l'âge de 17 ans, Josh rejoint le groupe The Bicycle Thief, un projet musical mené par le chanteur Bob Forrest du groupe Thelonious Monster (qui était un projet mis entre parenthèses durant cette période). Anthony Kiedis, le chanteur des Red Hot Chili Peppers spécifia que "Bob était toujours très sensible au fait de dénicher des personnes extrêmement talentueuses, ayant la tête sur les épaules dont l'envie était juste de s'asseoir dans une cuisine pour écrire des chansons". Le premier album de The Bicycle Thief You Come and Go Like a Pop Song, fut la première expérience en studio de Klinghoffer. Concernant les addictions notoires de certains membres du groupe principal de Forrest, qui fut sans doute le facteur principal de l'échec commercial de Thelonious Monster, Klinghoffer déclara à ce moment-là, qu'il comptait sur lui-même pour ne pas devenir "le prochain Bob Forrest".
En 2000, en compagnie de The Bicycle Thief, il assure la première partie des Red Hot Chili Peppers, lors du Californication Tour.

### John Frusciante & Ataxia (2002-2004)
Josh Klinghoffer rencontre John Frusciante en janvier 1997. Il raconte :

« Flea et John assuraient un spectacle en compagnie de Thelonious Monster. La meilleure amie de ma sœur était en couple avec Bob Forrest à cette époque là. Je me suis rendu au concert et c'est comme ça que j'ai rencontré Flea et John pour la première fois. Je pense leur avoir joué un peu de batterie. John et moi ne sommes devenus amis que deux ou trois ans plus tard. Il avait déjà rejoint les Red Hot Chili Peppers. Je travaillais en studio avec The Bicycle Thief puis John est venu et a fait un solo sur le disque que nous étions en train d'enregistrer avec le groupe. C'est à partir de ce moment-là que l'on a commencé à traîner ensemble. J'avais l'habitude d'aller chez lui et écouter des disques donc nous sommes devenus amis vers 1999. »

Klinghoffer et John Frusciante se mettent à composer ensemble en 2002 dans l'espoir d'enregistrer et de sortir un album en tant que groupe. Cet album, baptisé Shadows Collide with People et sorti en 2004, est finalement reconnu comme étant un album solo de John Frusciante. Concernant cette décision, Frusciante déclare : 

« On a écrit le morceau Omission ensemble et cette chanson est née grâce à notre collaboration. Il jouait du clavier, je jouais de la guitare et tous les deux avons eu des idées pour la partie chant. [...] On s'est assis pour griffonner nos idées respectives sur un morceau de papier et quand on s'est sentis prêts, on s'est réunis pour chanter nos trouvailles ensemble et elles collaient parfaitement. À partir de ce moment-là, on a pensé qu'on composerait beaucoup de chansons ensemble, juste comme celle-là. Au fil du temps, cet album est plus devenu un album solo sur lequel Josh participait. [...] On créera d'autres projets où l'on travaillera ensemble, mais là on a réalisé qu'il s'agissait de mes chansons et par conséquent, qu'il devait être un album solo. »

— John Frusciante, 
En 2004, Klinghoffer a continué à travailler avec Frusciante pendant une légère pause des Red Hot Chili Peppers. Ensemble, ils ont enregistré plusieurs albums solo de John Frusciante dont notamment The Will to Death et Inside of Emptiness, A Sphere in the Heart of Silence, un album aux sons électroniques sorti sous le nom des deux musiciens. et deux autres albums avec le bassiste de Fugazi, Joe Lally; Automatic Writing et AW II sous le nom d'Ataxia. À ce moment-là, John Frusciante commenta la relation qui existait entre lui et Klinghoffer : "C'est simplement quelqu'un de très talentueux qui a été un ami très proche durant ces quatre dernières années. C'est une des quelques personnes avec qui j'aime passer beaucoup de temps. À bien des égards, c'est la personne qui est la plus proche de moi et avec qui je peux parler de tout honnêtement. Son avis est vraiment très important pour moi, il a beaucoup de valeur."
La même année, Josh Klinghoffer apparaît sur le dernier album studio de Thelonious Monster, California Clam Chowder (en).

### Stadium ArcadiumTour et Dot Hacker (2007-2009)
En 2007, Klinghoffer rejoint les Red Hot Chili Peppers durant le Stadium Arcadium Tour, en tant que claviériste, chanteur et guitariste additionnel. Cette tournée sera finalement la dernière de John Frusciante avec les Red Hot Chili Peppers et, par coïncidence, la première de Josh Klinghoffer.
Josh Klinghoffer fonde son propre groupe, Dot Hacker, en 2008, dont il est le principal compositeur, chanteur, guitariste rythmique et pianiste. À ce jour, ils ont sorti quatre albums "N°3", "How's Your Process (Play)", "How's Your Process (Work)" et "Inhibition". Le titre "Inhibition" fut d'ailleurs diffusée pendant une émission radiophonique de Bob Forrest. Il existe également deux singles, "Neon Arrow" et "Divination".
En mai 2008, Josh Klinghoffer, Anthony Kiedis, Flea, Chad Smith, Ron Wood et Ivan Neville, jouent sous le nom de The Insects aux MusiCares, rendant honneur à l'engagement d'Anthony Kiedis à aider ceux qui luttent contre leurs addictions.

### Red Hot Chili Peppers (2009-2019)
Josh rejoint le groupe le 16 décembre 2009 à la suite du départ de son ami John Frusciante. Les Red Hot Chili Peppers avaient mis fin à leur pause de trois ans en octobre 2009 dans le but de travailler sur leur 10e album studio. Cette nouvelle a reçu un accueil très mitigé. Certains fans veulent donner une chance au jeune musicien et soutiennent son intégration sachant qu'il travaille beaucoup avec Frusciante et qu'il a les mêmes goûts et idées artistiques que l'ancien guitariste du groupe. Grâce à ses projets et collaborations diversifiées, les fans espèrent que Klinghoffer pourra même revitaliser et introduire de nouvelles perspectives et influences dans le groupe. D'autres fans supposent que Klinghoffer n'a pas trouvé sa propre identité, trop influencé par John Frusciante. D'autres craignent également que la différence d'âge entre lui et les autres membres du groupe soit trop élevée et pensent qu'il n'a pas vécu les mêmes histoires bouleversantes au sein du groupe depuis 1989, celles qui avaient créé une certaine complicité et amitié entre les membres. Josh Klinghoffer semble se plaire dans cette atmosphère de « groupe familial » où l'amour que portent les membres les uns envers les autres est intense.
En mai 2010, accompagné de Flea, Klinghoffer joue l'hymne américain lors d'un match de basket qui oppose les Lakers aux Phoenix Suns.
Après onze mois d'écriture et de répétitions, les Red Hot Chili Peppers commencent à enregistrer un nouvel album le 13 septembre 2010. Selon Chad Smith, Josh Klinghoffer pose sa voix, compose et joue du clavier sur les enregistrements. L'enregistrement du disque prend fin le 18 mars 2011. I'm with You sort le 29 août 2011. Son premier single s'intitule The Adventures of Rain Dance Maggie. Le style de Klinghoffer et son jeu de guitare ont clairement mené le groupe vers d'autres directions musicales.
En 2011, il compose et joue la bande originale du documentaire Bob and the Monster. Il apparaît aussi dans le documentaire construit sur la vie et la carrière de Bob Forrest
Klinghoffer apparaîtra aussi sur le prochain album de l'ancien bassiste de Jane's Addiction, Eric Avery.
En août 2011, I'm with You est le premier album studio des Red Hot Chili Peppers sur lequel Josh Klinghoffer participe en tant que guitariste officiel.
Le I'm with You World Tour débute le 9 août 2011.
Le 14 avril 2012, Josh est intronisé au Rock and Roll Hall of Fame, en tant que membre des Red Hot Chili Peppers. De toute l'histoire du Rock and Roll Hall of Fame, il devient le plus jeune artiste intronisé, battant le record de Stevie Wonder qui l'a été à l'âge de trente huit ans .
Le 15 décembre 2019, le groupe annonce le départ de Klinghoffer sur Instagram. John Frusciante retrouve la place de guitariste des Red Hot Chili Peppers.

### Pluralone (Depuis 2019)
Le 16 août 2019, Klinghoffer a sorti son premier single solo "Io Sono Quel Che Sono B/W Menina Mulher Da Pele Preta" sous le nom de Pluralone. Le single est disponible en vinyle le 30 août 2019. L'album comprenait deux reprises de chansons non anglaises ; "Io Sono Quel Che Sono" est une reprise de la chanteuse italienne Mina et "Menina Mulher Da Pele Preta" est du chanteur brésilien Jorge Ben. Klinghoffer a interprété tous les instruments et voix sur ces deux morceaux, avec une pochette d'album réalisée par Eric Gardner, partenaire de Dot Hacker.
Pluralone a ensuite sorti un album intitulé To Be One with You le 22 novembre 2019. L'album inclut des invités tels que Jack Irons (ancien batteur des Red Hot Chili Peppers) et Flea. Les membres du groupe Dot Hacker de Klinghoffer sont également apparus avec l'ancien bassiste de Jane's Addiction, Eric Avery.
Pluralone fait ses débuts en live en tant que première partie de Pearl Jam dans le cadre de la partie nord-américaine du Gigaton Tour. La tournée devait commencer le 18 mars 2020, mais a été reportée en raison de la pandémie de COVID-19, avec l'intention de reporter les dates à une date ultérieure.
Le 21 août 2020, Klinghoffer a interprété "Rudie Can't Fail" des Clash lors de A Song for Joe: Celebrating the Life of Joe Strummer, un hommage en direct à Joe Strummer à l'occasion de ce qui aurait été son 68e anniversaire.
Le 22 septembre 2020, la sortie de son deuxième album sous le nom de Pluralone, I Don't Feel Well, a été annoncée. En avant-première, la chanson "The Night Won't Scare Me" est sortie sur les plateformes numériques. L'album sortira en vinyle (avec un vinyle doré en édition limitée), en CD et en numérique.
Le 26 janvier 2022, la sortie de son troisième album studio, This Is the Show, a été annoncée, avec le premier single « Claw Your Way Out » arrivant sur les plateformes numériques ce jour-là. L'album est sorti sur vinyle noir, vinyle de couleur claire, CD et numérique. Des singles supplémentaires pour « Offend » et « Fight For The Soul » sont sortis avec des clips vidéos.

### Pearl Jam (Depuis 2020)
Le 21 janvier 2020, Pearl Jam a annoncé que Klinghoffer, sous le nom de Pluralone, était prêt à « soutenir Pearl Jam lors de la tournée du printemps 2020 », avant que le groupe n'annonce le report de la tournée en mars. Klinghoffer a fait ses débuts avec Pearl Jam en tant que musicien multi-instrumentiste en tournée une fois que le groupe a repris ses concerts au Sea.Hear.Now Festival le 18 septembre 2021. Son implication dans le groupe visait particulièrement à étoffer les versions live des chansons du nouvel album de Pearl Jam, Gigaton. Il a également joué dans les enregistrements de l'album Earthling d'Eddie Vedder et en tant que membre du groupe d'accompagnement de Vedder, The Earthlings, au Ohana Festival à Dana Point, en Californie, et a tourné avec eux en février 2022. Josh a également remplacé Matt Cameron en tant que batteur lors du concert du13 septembre 2023, lorsque ce dernier n'a pas pu se produire car atteint du COVID-19.

### Autres projets
Klinghoffer apparaît sur sept chansons de l'album d'Iggy Pop, Every Loser, sorti en 2022. Il a également co-écrit deux chansons de l'album. Pour promouvoir l'album, Klinghoffer fera partie du groupe d'accompagnement de Pop appelé The Losers, composé de son ancien coéquipier des Red Hot Chili Peppers, Chad Smith, Duff McKagan et Andrew Watt.
Klinghoffer, Chad Smith et Flea ont collaboré avec Morrissey sur son prochain album Bonfire of Teenagers, qui devait sortir en février 2023, mais en décembre 2022, il a été annoncé que son avenir était flou, car Capitol Records a décidé de ne pas le sortir.
Après avoir fait des apparitions avec le groupe en 2022, Klinghoffer a été annoncé comme guitariste de tournée de Jane's Addiction en 2023, remplaçant le membre de longue date Dave Navarro, qui souffrait d'un long COVID. Navarro est finalement revenu pour les concerts européens du groupe en 2024.

## Matériel
Guitares
- Fender Telecaster (Sunburst 3 tons) (ayant précédemment appartenu à John Frusciante)
- Eastwood Airline '59 Custom 3P
- Fender Stratocaster (Sunburst 3 tons) (prêtée par le batteur Chad Smith)
- Gibson Firebird IV (Vintage Sunburst)
- Gibson ES-335 (rouge cerise)
- Gretsch White Penguin
- Castedosa Conchers Baritone (black)

Amplificateurs
- Fender Super 6 Reverb
- Marshall JCM800 (2210)
- Marshall Super Lead
- Silvertone Vintage 1484

Pédales
- BOSS CE-2
- BOSS CS-2 Compressor
- BOSS DD-6 Digital Delay
- BOSS DD-7 Delay
- BOSS DM-2 Analog Delay
- BOSS PS-5 Super Shifter
- BOSS TU-2 Tuner
- EHX Cathedral Reverb
- EHX Freeze
- EHX Memory boy
- EHX Memory man
- EHX Memory man tap tempo
- EHX Nano Holy Grail Reverb
- IBANEZ WH-10 Wah
- L.A.L. NOISE CYBER PSYCHIC parametric oscillo filter
- LINE 6 FM4
- LINE 6 DL 4
- MOOGER FOOGER 12-Stage Phaser
- MOOGER FOOGER EP2 Expression Pedal
- MOOGER FOOGER Low-Pass Filter
- MXR Distortion +
- MXR Micro amp
- TAKE FLIGHT Gooze fuzz
- XOTIC EP booster

## Vie personnelle
Josh Klinghoffer conserve un lien de parenté éloigné avec Leon Klinghoffer (en), qui fut assassiné par des terroristes palestiniens à bord de l'Achille Lauro en 1985. Selon Klinghoffer, Leon était un cousin au quatrième ou au cinquième degré de son grand-père.

### Accident de la route et homicide involontaire
Le 18 mars 2024, Klinghoffer a été impliqué dans un accident de voiture à Alhambra, en Californie, alors qu'il était au volant d'un GMC Yukon noir. Klinghoffer a tourné à gauche et est entré en collision avec Israel Sanchez, 47 ans, qui empruntait à ce moment-là un passage pour piétons. Selon TMZ, Sanchez « a été traîné sur l'asphalte à la suite de la collision et a subi un traumatisme contondant à la tête, blessures qui l'ont finalement tué quelques heures plus tard ». Klinghoffer a été poursuivi pour négligence et mort injustifiée, la famille de Sanchez alléguant qu'il utilisait un téléphone au moment de la collision. Le procès indique également que Klinghoffer conduisait la voiture et n'a même pas appuyé sur les freins. Il était sur son téléphone portable lorsque l'incident s'est produit et son GMC Yukon n'avait aucune plaque d'immatriculation selon la police. La vidéo montre l'incident et montre également Klinghoffer s'arrêtant après avoir heurté Sanchez, se dirigeant vers le corps, puis retournant rapidement à la voiture. L'avocat de Klinghoffer a déclaré à Rolling Stone : "Josh s'est immédiatement arrêté, a arrêté le véhicule, a appelé le 911 et a attendu l'arrivée de la police et de l'ambulance. Il coopère pleinement à l'enquête routière." Nick Rowley, l'avocat de la famille, a déclaré dans un communiqué au nom de la famille que "M. Klinghoffer devrait être arrêté et poursuivi pour homicide. Nous avons une vidéo de lui sur son téléphone portable au moment où il a frappé et tué Israel Sanchez, un père aimant, dans un passage piéton."

## Collaborations

### Discographie
- The Bicycle Thief - You Come and Go Like a Pop Song(1999)
- Perry Farrell - Song Yet To Be Sung (2001)
- Tricky - "Blowback" (2001)
- Golden Shoulders - Let My Burden Be (2002)
- John Frusciante - Shadows Collide With People(2004)
- John Frusciante -The Will to Death (2004)
- Golden Shoulders - Friendship Is Deep (2004)
- Ataxia - Automatic Writing (2004)
- John Frusciante - Inside of Emptiness (2004)
- John Frusciante & Josh Klinghoffer - A Sphere In The Heart Of Silence (2004)
- PJ Harvey - Itunes Originals (2004)
- Thelonious Monster - California Clam Chowder (2004)
- Gemma Hayes - The Roads Don't Love You (2005)
- The Format - Dog Problems (2006)
- Bob Forrest - Modern Folk and Blues: Wednesday (2006)
- PJ Harvey - The Peel Sessions 1991 - 2004 (2006)
- Spleen - Nun Lover! (2007)
- The Diary of IC Explura - A Loveletter to the Transformer, Pt. 1 (2007)
- Charlotte Hatherley - The Deep Blue (2007)
- Golden Shoulders - Friendship Is Deep (Reissue) (2007)
- Ataxia - AW II (2007)
- Neon Neon - Stainless Style (2008)
- Gnarls Barkley - The Odd Couple (2008)
- Martina Topley-Bird - The Blue God (2008)
- Pocahaunted - Chains (2008)
- Headless Heroes - The Silence of Love (2008)
- John Frusciante - The Empyrean (2009)
- Warpaint - Exquisite Corpse (2009)
- Bambileesavage - GJ and the PimpKillers (2009)
- '* Pop Killer - Paul Oakenfold (2010) [22]
- Bambi Lee Savage – GJ and the PimpKillers (2009)

Golden Shoulders' - Get Reasonable (2009)
- Red Hot Chili Peppers - I'm With You (2011)
- Sophie Hunger - The Danger of Light (2012)
- Red Hot Chili Peppers - "The Getaway" (2016)

### Concerts et tournées
- Vincent Gallo (guitare, guitare basse et piano en 2001)
- Butthole Surfers (guitare et batterie en 2001)
- Beck (guitare en 2003)
- Golden Shoulders (guitare basse en 2003)
- Moris Tepper (batterie en 2004)
- PJ Harvey (guitare et batterie en 2004)
- Michael Rother (batterie en 2004)
- Sparks (guitare en 2006)
- Gnarls Barkley (guitare, (chants) et synthétiseur entre 2006 et 2008)
- Red Hot Chili Peppers (guitare additionnelle, chants, percussions et synthétiseur en 2007)
- Red Hot Chili Peppers (guitare, guitare à six cordes, banjo, percussions, chants en 2011 et 2012)